# Нихат Кахведжи
Нихат Кахведжи (на турски: Nihat Kahveci) е турски футболист роден на 23 ноември 1979 в Истанбул, Турция. Играе за испансия ФК Виляреал.

## Кариера
Като малък тренира в младежкия отбор на Бешикташ, но талантът му бързо е забелязан и скоро започва да играе за първия отбор.
След две години в Бешикташ, Нихат подписва с испанския Реал Сосиедад, където отбелязва 57 гола в 115 мача. През сезон 2002/03 Нихат бележи 23 гола, с което се нарежда на второ място при голмайсторите в Примера Дивисион след Рой Макай (29 гола).
Нихат се сработва изключително добре със съотборника си в атаката Дарко Ковачевич, заради което спортните журналисти започват да ги наричат „малкия и големия“, заради голямата разлика във височината им.
Кахвечъ е твърд титуляр в националния отбор на Турция. Той взима участие на световното първенство през 2002 г.
На 16 май 2006 г. Нихат подписва с ФК Виляреал, където се превръща в основен реализатор и помага на отбора за доброто му представяне в Примера Дивисион и европейските клубни турнири.
На 27 юни 2009 Нихат се връща в клуба в който е започнал своята кариера – Бешикташ.